# Kleinrötz (Gemeinde Harmannsdorf)
Kleinrötz ist eine Ortschaft und eine Katastralgemeinde der Gemeinde Harmannsdorf im Bezirk Korneuburg in Niederösterreich. Die Ortschaft hat 354 Einwohner (Stand 1. Jänner 2024). Bis Ende 1971 war Kleinrötz eine eigenständige Gemeinde.

## Geografie
Das kleine Dorf, das über die Landesstraße L33 erreichbar ist, entwässert in den Rötzer Graben, der bei Rückersdorf in den Donaugraben einfließt.

## Geschichte
Laut Adressbuch von Österreich waren im Jahr 1938 in der Ortsgemeinde Kleinrötz ein Bäcker, zwei Gastwirte, zwei Gemischtwarenhändler, ein Schmied, ein Wagner und mehrere Landwirte ansässig.
Mit 1. Jänner 1972 wurden im Zuge der Niederösterreichischen Kommunalstrukturverbesserung die bis dahin selbständigen Gemeinden Obergänserndorf, Hetzmannsdorf, Kleinrötz, Mollmannsdorf und Seebarn nach Harmannsdorf eingemeindet.